# Hugo Siegmüller
Hugo Siegfried Siegmüller (* 30. Oktober 1889 in Böhmisch Kamnitz, Böhmen, Österreich-Ungarn; †  24. Juni 1958 in Mühlhausen/Thüringen) war ein deutsch-böhmischer Grafiker, Maler und Illustrator sowie Lehrer. Auf Grund seiner populären Darstellungen von Winterlandschaften sowie des Wintersports wird er auch als „Alfons Walde des Riesengebirges“ (cz. Alfons Walde z Krkonoš,  pl. Alfons Walde z Karkonoszy) bezeichnet.

## Leben
Als Sohn einer Lehrerfamilie besuchte er die Schulen in Benešov nad Ploučnicí (dt. Bensen) und Gymnasium in Děčín (dt. Tetschen).
Er absolvierte gefördert von der Gesellschaft zur Förderung der deutschen Kunst und Wissenschaft in Böhmen (Metznerbund) in Děčín eine künstlerische Ausbildung. Anschließend studierte er an den Kunstakademien in Wien und Prag, bei Franz Thiele. Nach seinen Studien war er in Berlin als Kopist am Kaiser-Friedrich-Museum (heutige Bode-Museum) tätig. Im Ersten Weltkrieg diente Siegmüller als Aufklärungsflieger. 
Nach weiteren Jahren der Wanderschaft wird er erst mit der Anstellung als „Mittelschulprofessor“ in Varnsdorf (dt. Warnsdorf) sesshaft. Er war hier als Zeichenlehrer am Gymnasium tätig. In den 1920er Jahren illustrierte Siegmüller unter Anderen die Erzählung Der Bergkristall von Adalbert Stifter (1805–1868).
Seine Beiträge für die Tschechoslowakische Republik zu den Kunstwettbewerben der Olympischen Spielen 1932 in Los Angeles und Berlin 1936 sorgten auch international für seine Bekanntheit. Die Gemälde Schussfahrt, Skiläufer oder Der letzte Kilometer wurden vielfach abgedruckt.
Seine künstlerischen Arbeiten wurden nie auf der Großen Deutschen Kunstausstellung (1937 bis 1944) im Haus der Kunst in München gezeigt, wenngleich Siegmüller in der Zeit der deutschen Besetzung der Tschechoslowakei (Sudetenkrise) weiterhin den Professorentitel führte.
Nach 1945 lebte und arbeitete Siegmüller in Thüringen.
Siegmüller war seit seiner Zeit in Varnsdorf verheiratet und hatte mehrere Kinder, die er u. a. auch porträtierte.

## Bekannte Einzelwerke
Bei den künstlerischen Wettbewerben zu den Olympischen Spielen 1932 in Los Angeles war er vertreten mit den Ölbildern „Bahnfrei“, „Nach dem Kampf“, „Der rote Wimpel“ und „Wintersonne im Riesengebirge“. Vor der Verschiffung der Kunstwerke in die USA wurden Siegmüllers Arbeiten im Frühjahr 1932 in der renommierten Prager Galerie Topičův (cz. Topičův salon) in der Národní třída, (dt. Nationalallee) gezeigt.
Ebenso 1936 bei den Olympischen Spielen in Berlin vertrat er mit den zwei Gemälden „Skiläufer“ sowie „Der letzte Kilometer“ und drei Holzschnitten die Tschechoslowakische Republik. Die Gemälde wurden nach der Kunstausstellung von der Stadt Berlin angekauft.

## Werkbestände und Ausstellungen (Auswahl)
Das Sudetendeutsche Museum (cz. Sudetoněmecké muzeum) in München sowie das Muzeum Krkonoš (dt. Museum des Riesengebirges) in Vrchlabí (dt. Hohenelbe) besitzt neben dem Muzeum Varnsdorf pobočka Oblastního muzea v Děčíně (dt. Heimatmuseum Varnsdorf) noch die umfangreisten Werkbestände von Siegmüller.
Zuletzt wurden Teile von Siegmüllers Werk in der tschechisch-deutschen Ausstellung „Junge Löwen im Käfig“ im Jahr 2013 im Museum der schönen Künste (cz. Oblastní galerie Liberec), Liberec / Isergebirgs-Museum Neugablonz, Kaufbeuren gezeigt.